# The Book of Love (The Magnetic Fields)
The Book of Love è un brano musicale dei Magnetic Fields del 1999 composto da Stephin Merritt, e comparso per la prima volta nell'album 69 Love Songs.  Di The Book of Love sono state realizzate numerose cover.

## Composizione
Stando a quanto riportò sul Guardian, Merritt avrebbe scritto la canzone "esplorando il modo in cui diversi cliché interagiscono" quando, trovandosi in un locale di New York, sentì il successo delle Emotions Best of My Love, che gli ricordò l'omonimo brano degli Eagles. Il titolo della canzone di Merritt è tratto da Book of Love dei Monotones. Il brano venne poi pubblicato nell'album 69 Love Songs dei Magnetic Fields, e suonato dall'artista in occasione di quattro matrimoni e il funerale di un'amica.
The Book of Love è una classica ballata malinconica che riporta come l'amore possa essere noioso, stupido e capace di confondere, ma anche bellissimo.

## Accoglienza
The Book of Love è considerata dal Portland Monthly uno dei brani migliori della band. The Book of Love è stata inserita al trentasettesimo posto in una classifica delle migliori canzoni d'amore in assoluto stilata da Time Out. In una classifica di Paste, essa è considerata la seconda migliore canzone di 69 Love Songs dopo Papa Was a Rodeo. Nella stessa casistica viene riportato che "ogni idea alla base della canzone è irresistibile".

A conferma del successo del brano, esso è stato più volte citato nella cultura di massa, e viene spesso suonato durante i matrimoni. A tale riguardo, Merritt dichiarò:

## Formazione
- Stephin Merritt – voce, chitarra[8]

## Cover

### Cover dei 2Cellos
Il duo di violoncellisti croati 2Cellos e il cantante Zucchero registrarono una versione cantata in italiano di The Book of Love intitolata Il Libro Dell' Amore (The Book of Love) e contenuta nell'album In2ition (2013). I Ten Tenors e Jonas Kaufmann fecero a loro volta delle loro reinterpretazioni della versione dei 2Cellos.

### Cover degli Airborne Toxic
L'album All I Ever Wanted: Live from Walt Disney Concert Hall (2010) degli Airborne Toxic Event e i Calder Quartet contiene una cover di The Book of Love.

### Cover di Anchoress
Reprise: The Covers Collection (2012) di Anchoress contiene una cover della canzone dei Magnetic Fields.

### Cover di Cheryl Bentyne
Cheryl Bentyne interpretò The Book of Love assieme al cantante gospel Mark Kibble. Il brano è raccolto nell'omonimo disco del 2006.

### Cover di Nataly Dawn
Nel 2009 Nataly Dawn dei Pomplamoose pubblicò su YouTube un video in cui suona una cover di The Book of Love.

### Cover Mike Doughty
La versione pubblicata sull'iTunes Store di Golden Delicious (2008) di Mike Doughty presenta una cover molto fedele al brano originale per chitarra acustica, piano e voce.

### Cover di Peter Gabriel
Nel 2004, il brano venne riletto da Peter Gabriel per il film Shall We Dance? Anni dopo, nel gennaio del 2010, il cantante britannico pubblicò un'altra sua versione di The Book of Love, poi raccolta nell'album di cover Scratch My Back, uscito il mese seguente.

### Cover di Gavin James
Nel 2015, il cantautore irlandese Gavin James registrò una cover di The Book of Love contenuta nell'omonimo EP assieme a tre remix di Raffertie, Joy, e Young Wonder, e nell'album di debutto Bitter Pill. The Book of Love di James si inserì in varie classifiche europee.

### Cover di Patricia O'Callaghan
L'album Naked Beauty (2004) di Patricia O'Callaghan contiene una cover di The Book of Love.

### Cover di Atle Pettersen
Il 12 novembre 2019, Atle Pettersen licenziò il singolo Juletid, un brano natalizio con la base musicale del brano di Merritt e cantata in norvegese.

### Cover degli Shadowboxers
Una cover di The Book of Love degli Shadowboxers compare nella colonna sonora del film Il diario dell'amore (2017).

### Cover di Tracey Thorn
Nel 2007, Tracey Thorn degli Everything but the Girl pubblicò l'EP Raise the Roof contenente le cover di The Book of Love e Smoke & Mirrors dei Magnetic Fields.